# Hillman
Pour les articles homonymes, voir Hillman (homonymie).
Hillman est une ancienne marque automobile anglaise, produite par le groupe Rootes. Elle a été créée par la Hillman Motor Car Company, entreprise fondée en 1907. Cette dernière était basée à Ryton-on-Dunsmore, près de Coventry, en Angleterre, de 1907 à 1976. Avant 1907, la société fabriquait des bicyclettes. Les droits de la marque Hillman, propriété du groupe français PSA Peugeot-Citroën à partir de 1979, sont aujourd'hui détenus par Stellantis.

## Historique

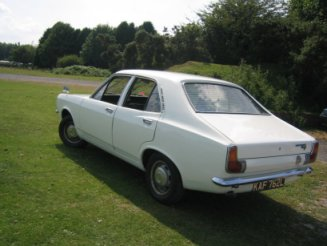
Hillman Avenger Saloon de 1972

Hillman était l'une des marques du groupe automobile Rootes.
En 1967, Chrysler prit le contrôle de ce dernier ; le premier modèle Hillman développé sous la coupe groupe américain est la Hillman Avenger, produite à partir de 1970.
Les modèles Avenger et Hunter passèrent par la suite sous la marque Chrysler. Ils furent distribués jusqu'en 1979, année où Peugeot racheta la branche européenne de Chrysler. La production de la Hunter cessa et l'Avenger fut produite sous la marque Talbot jusqu'en 1981.
L'usine de Ryton demeura en activité, désormais utilisée pour assembler des modèles Peugeot. Elle finit par fermer ses portes en 2007.
Aujourd'hui encore, Hillman appartient, via l'ancien groupe PSA, à Stellantis.

## Modèles de voitures
Les véhicules introduits après 1930 devaient répondre aux nouvelles spécifications des frères Rootes
- Hillman 40 hp 1907–11 (aussi appelée 40/60)
- Hillman 25 hp 1909–13 (aussi appelée 25/40)
- Hillman 12/15 1908–13
- Hillman 9 hp 1913–15
- Hillman 10 hp 1910
- Hillman 13/25 1914
- Hillman 11 1915–26
- Hillman 10 hp Super Sports 1920–22
- Hillman 14 1925–30
- Gamme Hillman 20 :

Straight Eight 1929
Vortic 1930
Wizard 75 1931–33
Twenty 70 1934–35
Hawk 1936–37
Hillman 20 à empattement long:
Seven-Seater LWB 1934–35
Hillman 80 LWB 1936–38
- Gamme Hillman 16 :

Wizard 65 1931–33
Sixteen 1934–37
- Hillman Minx 1932–70 (différents modèles)
- Hillman 14 1938–40
- Hillman Husky 1954–63
- Hillman Super Minx 1961–67
- Hillman Imp 1963–76
- Hillman Gazelle 1966–67 (Australie)
- Hillman Hunter 1966–79
- Hillman Arrow 1967–68 (Australie)
- Hillman Avenger 1970–81
- Hillman Hustler 1971–72 (Australie)